# You Can't Do That on Stage Anymore, Vol. 5
You Can't Do That on Stage Anymore, Vol. 5 е двоен диск от колекцията изпълнения на живо на Франк Запа. Диск едно съдържа изпълнения на Mothers of Invention обхващащи периода 1965 – 1969. Диск две съдържа изпълнения от лятното турне в Европа през 1982 г.

### Disc one
1. „The Downtown Talent Scout“ – 4:01
2. „Charles Ives“ – 4:37
3. „Here Lies Love“ (Мартин, Добрад) – 2:44
4. „Piano/Drum Duet“ – 1:57
5. „Mozart Ballet“ (Запа, Волфганг Амадеус Моцарт) – 4:05
6. „Chocolate Halvah“ (Уоуел Джордж, Рой Естрада, Запа) – 3:25
7. „JCB & Kansas on the Bus #1“ (Канзус, Блек, Кунц, Барбър) – 1:03
8. „Run Home Slow: Main Title Theme“ – 1:16
9. „The Little March“ – 1:20
10. „Right There“ (Естрада, Запа) – 5:10
11. „Where Is Johnny Velvet?“ – 0:48
12. „Return of the Hunch-Back Duke“ – 1:44
13. „Trouble Every Day“ – 4:06
14. „Proto-Minimalism“ – 1:41
15. „JCB & Kansas on the Bus #2“ (Канзус, Блек, Кунц, Барбър) – 1:06
16. „My Head?“ (Mothers of Invention) – 1:22
17. „Meow“ – 1:23
18. „Baked-Bean Boogie“ – 3:26
19. „Where's Our Equipment?“ – 2:29
20. „FZ/JCB Drum Duet“ – 4:26
21. „No Waiting for the Peanuts to Dissolve“ – 4:45
22. „A Game of Cards“ (Запа, Моторхед Шерууд, Арт Трип, Иън Ъндеруд) – 0:44
23. „Underground Freak-Out Music“ – 3:51
24. „German Lunch“ (Mothers of Invention) – 6:43
25. „My Guitar Wants to Kill Your Mama“ – 2:11

### Disc two
1. „Easy Meat“ – 7:38
2. „The Dead Girls of London“ (Запа, Шенкер) – 2:29
3. „Shall We Take Ourselves Seriously?“ – 1:44
4. „What's New in Baltimore?“ – 5:03
5. „Moggio“ – 2:29
6. „Dancin' Fool“ – 3:12
7. „RDNZL“ – 7:58
8. „Advance Romance“ – 7:01
9. „City of Tiny Lites“ – 10:38
10. „A Pound for a Brown on the Bus“ – 8:38
11. „Doreen“ – 1:58
12. „Black Page, No. 2“ – 9:56
13. „Geneva Farewell“ – 1:38

## Състав
- Франк Запа – продуцент, диригент, текстописец, китара, вокал, ремикси
- Стив Вай – китара
- Дик Кунц – вокали, гласове
- Канзус, Канзус – вокали, гласове
- Дик Барбър – вокали, гласове, звукови ефекти
- Уоуел Джордж – китара, вокали
- Рей Уайт – китара, вокали
- Елиът Ингбер – китара
- Рой Естрада – бас, вокали
- Скот Тунс – бас
- Томи Марс – клавишни, вокали
- Дон Престън – клавишни
- Бънк Гарднър – тенор саксофон, тромпет
- Моторхед Шерууд – баритон саксофон, вокали
- Боби Мартин – саксофон, вокали, клавишни
- Иън Ъндеруд – кларинет, алт саксофон, електрическо пиано, пиано
- Били Мунди – барабани
- Арт Трип – барабани
- Чад Уейкърман – барабани
- Джими Карл Блек – барабани, вокали, гласове
- Ед Ман – перкусия
- Рой Колинс – тромбон